# The Constable
The Constable (El policía) es un corto de animación estadounidense de 1940, de la serie Gabby. Fue producido por los estudios Fleischer y distribuido por Paramount Pictures.

## Argumento
Una serie de robos se está cometiendo en Lilliput. De la pocilga del alcalde ya han desaparecido varios cerdos y Gabby es encomendado para resolver  el caso. Para ello decide disfrazarse de cerdo y pasar la noche entre la piara del alcalde.
Tras esos hurtos se encuentra Snitch, quien es obligado por un fornido matón a cometerlos. Esa noche, Snitch elegirá al falso cochino para llevárselo y cocinarlo relleno para su despótico jefe.

## Realización
The Constable es la segunda entrega de la serie Gabby y fue estrenada el 15 de noviembre de 1940.
Además de la obligada presencia de Gabby, personaje principal de la serie, también se puede ver a Snitch, quien también apareció en el primer corto (King for a Day). Ambos personajes también protagonizaron la película de 1939 Gulliver's Travels. Los demás personajes, el alcalde y el matón, fueron creados para este episodio.